# Castellaccia
Castellaccia è una frazione del comune italiano di Gavorrano, nella provincia di Grosseto, in Toscana.
Il borgo è distante circa 15 km dal capoluogo comunale.

## Storia
Il borgo di Castellaccia si sviluppa intorno all'omonima tenuta, situata lungo la strada che collega Giuncarico con Ribolla, e nasce e si sviluppa in funzione delle attività estrattive tra la fine del XIX e gli inizi del XX secolo.
In passato si trovava qui un impianto della Montecatini dove arrivava il carbone dalla miniera di Ribolla a mezzo della ferrovia privata Ribolla-Giuncarico. La ferrovia è visibile poiché i binari attraversano ancora oggi il centro del paese, pur essendo attiva solamente per un breve tratto a servizio della cava di pietrisco della Bartolina.

## Monumenti e luoghi d'interesse

### Architetture religiose
- Cappella di Sant'Uliva delle Castellaccia, cappella gentilizia situata presso Villa Benini.

### Architetture civili
- Villa Benini, vecchia casa colonica trasformata in villa padronale nel 1910, è il centro della tenuta della Castellaccia, ampliata e ristrutturata negli anni quaranta del XX secolo. Interessante il frantoio decorato situato nei pressi della villa. In tutta la tenuta è da segnalare il pregevole utilizzo decorativo del mattone.[1]
- Fattoria della Bartolina, situata in direzione di Ribolla, è una storica tenuta maremmana nei cui possedimenti rientrava la cava situata pochi metri a nord di Castellaccia. Rimangono l'antico casale in pietra e la villa padronale, la quale ha subito una serie di ristrutturazioni negli anni venti del XX secolo e intonacata all'esterno in tempi recenti.[2]
- Casale di Poggio Zenone, casale rurale risalente ai primissimi anni del Novecento, presenta caratteristiche analoghe ad altri edifici della tenuta di villa Benini. Durante una ristrutturazione negli anni novanta sono state modificate le scale esterne d'accesso al piano superiore.[3]
- Diga dei Muracci, doppio sbarramento artificiale in muratura sul fiume Bruna, al confine con il territorio comunale di Roccastrada poco a sud di Ribolla, fu realizzato a più riprese tra il 1468 e il 1481 allo scopo di creare un grande lago artificiale destinato alla pesca. La struttura cedette in seguito ad una piena nel 1492 e venne definitivamente distrutta da un'altra inondazione nel 1532.[4] Nel 1997 il dipartimento di Archeologia medievale dell'Università di Siena, sotto la guida dell'archeologo Riccardo Francovich, ha svolto una campagna di ricerche nell'intera area fino al vicino Castel di Pietra.[5]
- Rocca di Frassinello, cantina d'architettura contemporanea posta sul vicino Poggio alla Guardia, è stata progettata da Renzo Piano e inaugurata nel 2007.

### Siti archeologici
- Poggio Pelliccia: situato nella campagna nei pressi del paese, vi si trova una tomba monumentale etrusca, probabilmente di una famiglia aristocratica della vicina Vetulonia, databile intorno alla metà del VII secolo a.C.[6][7] I corredi qui rinvenuti, con bronzi, oreficerie, uova di struzzo istoriate, ceramiche corinzie, greco-orientali ed attiche, sono custoditi presso il Museo archeologico di Vetulonia.

## Società

### Evoluzione demografica
Quella che segue è l'evoluzione demografica del centro abitato di Castellaccia.
| Anno | Abitanti |
| ---- | -------- |
| 1961 | 117      |
| 1981 | 117      |
| 2001 | 79       |
| 2011 | 101      |

## Economia
Nell'immediato dopoguerra Castellaccia era sede di una delle principali cooperative di consumo dell'area maremmana, la cooperativa La Castellaccia, che nel 1959 si fonde con le altre cooperativa dei comuni di Roccastrada e Gavorrano (L'Avvenire di Sticciano Scalo, La Libertà di Sticciano, L'Unione di Sassofortino, Minatori, Operai Contadini di Ribolla e La Concordia di Montemassi) dando vita a Coop Unione Ribolla.
Importante anche l'attività estrattiva, con la grande cava di pietrisco della Bartolina situata a nord dell'abitato, ancora in funzione.

## Infrastrutture e trasporti
La frazione è situata lungo la strada provinciale 20 Castellaccia, che inizia presso lo svincolo di Giuncarico della Variante Aurelia e termina a Ribolla.
Castellaccia è inoltre attraversata dalla Ferrovia Giuncarico-Ribolla, attualmente in uso solamente per i rifornimenti presso la cava di pietrisco della Bartolina.